# 幻冬舍Comics
幻冬舍Comics（日語：幻冬舎コミックス）是日本出版社幻冬舍的子公司。2001年，Sony Magazines將漫畫部門轉讓幻冬舍。2001年10月，幻冬舍成立幻冬舍Comics。

## 漫畫雜誌
- 發行中
  - Rutile（奇數月22日發行）
  - Lynx：漫畫和小說的綜合性雜誌。偶數月9日發行。2012年創刊。
- 已停刊
  - Comic Magazine LYNX（偶數月9日發行、小說LYNX增刊）
  - （1、4、7、10月的15日發行、Comic BIRZ增刊）
  - Comic BIRZ（每月30日發行）

## Web漫畫雜誌
- Web Comic GENZO
  - 幻藏
  - Spica
- MAGNA
- Comic Boost

## 小說誌
- 小說LYNX（奇數月9日發行）
- 幻狼Fantasia Novels（每月末日發行）

## 外部連結
- 官方網站 （页面存档备份，存于）（日語）